# Forrest Gump (film)
 For alternative betydninger, se Forrest Gump. (Se også artikler, som begynder med Forrest Gump)
Forrest Gump er en amerikansk dramafilm fra 1994 af Robert Zemeckis. Den bygger på en roman af samme navn fra 1985 skrevet af Winston Groom.
Filmen var en stor kommerciel succes og indtjente 678 mio. $ i solgte biografbilletter på verdensplan. Filmen blev nomineret til 13 oscars og vandt seks – inklusive bedste film, bedste visuelle effekter, bedste instruktør og bedste skuespiller.
Filmen fortæller historien om den enfoldige Forrest Gump og hans episke rejse gennem livet, hans møder med historiske personer, hans indflydelse på populærkultur og hans oplevelser af historiske begivenheder. Han ser dog ikke altid ud til at være klar over sin egen betydning. Filmen adskiller sig meget fra bogen.

## Medvirkende
- Tom Hanks – Forrest Gump
- Gary Sinise – Lt. Dan Taylor
- Robin Wright Penn – Jenny Curran
- Mykelti Wiliamson – Pvt. Benjamin Buford 'Bubba' Blue
- Sally Field – Mrs. Gump
- Harold G. Herthum – Forrests læge
- Michael Conner Humphreys – Forrest som barn